# Liste der Kulturdenkmale in Krempdorf
In der Liste der Kulturdenkmale in Krempdorf sind alle Kulturdenkmale der schleswig-holsteinischen Gemeinde Krempdorf (Kreis Steinburg) aufgelistet (Stand: 10. März 2025).

## Legende
In den Spalten befinden sich folgende Informationen:
- Objekt-ID: die Nummer des Kulturdenkmales
- Lage: die Adresse des Kulturdenkmales und die geographischen Koordinaten. Kartenansicht, um Koordinaten zu setzen. In der Kartenansicht sind Kulturdenkmale ohne Koordinaten mit einem roten Marker dargestellt und können in der Karte gesetzt werden. Kulturdenkmale ohne Bild sind mit einem blauen Marker gekennzeichnet, Kulturdenkmale mit Bild mit einem grünen Marker.
- Offizielle Bezeichnung: Bezeichnung des Kulturdenkmales
- Beschreibung: die Beschreibung des Kulturdenkmales
- Bild: ein Bild des Kulturdenkmales

## Sachgesamtheiten
| Objekt-ID | Lage                                        | Offizielle Bezeichnung                  | Beschreibung | Bild |
| --------- | ------------------------------------------- | --------------------------------------- | --- | ---- |
| 51297     | Dorfstraße 19 (53° 49′ 29″ N, 9° 27′ 20″ O) | Sachgesamtheit: Hofanlage Dorfstraße 19 | Hofanlage; 1927, Architekt Witt; Wohnhaus in konservativen Formen des Heimatschutzstils, Backsteinbau auf Natursteinsockel, rückwärtig angeschlossenes Wirtschaftsgebäude A. 20. Jh., beide Gebäude mit Mansardwalmdächern - Begründung: geschichtlich, Kulturlandschaft prägend - Schutzumfang: Wohnhaus, Wirtschaftsgebäude | BW   |

## Bauliche Anlagen
| Objekt-ID | Lage                                        | Offizielle Bezeichnung | Beschreibung | Bild |
| --------- | ------------------------------------------- | ---------------------- | --- | ---- |
| 30776     | Dorfstraße 19 (53° 49′ 29″ N, 9° 27′ 21″ O) | Wohnhaus               | Wohnhaus; 1927, Architekt Witt; Backsteinbau in konservativen Formen des Heimatschutzstils, eingeschossig auf hohem Natursteinsockel, ausgebautes Mansardwalmdach - Begründung: geschichtlich, Kulturlandschaft prägend - Schutzumfang: gesamtes Objekt - Denkmaltyp: Bauliche Anlage, Sachgesamtheit: Hofanlage Dorfstraße 19 | BW   |
| 30773     | Dorfstraße 77 (53° 49′ 42″ N, 9° 28′ 14″ O) | Fachhallenhaus         | Fachhallenhaus; 1858; reetgedecktes Wohn- und Wirtschaftsgebäude in Ziegelbauweise unter Halbwalmdach, Friesgliederung an Traufe und Ortgang, Baumreihe vor südwestlicher Traufkante - Begründung: geschichtlich, Kulturlandschaft prägend - Schutzumfang: Fachhallenhaus, Baumreihe - Denkmaltyp: Bauliche Anlage             | BW   |

## Quelle
- Liste der Kulturdenkmale in Schleswig-Holstein – Kreis Steinburg

- Karte mit allen Koordinaten:
- OSM |
- WikiMap